# Правильний 7-симплекс
| 7-симплекс         | 7-симплекс                      |
| ------------------ | ------------------------------- |
| Тип                | Правильний семивимірний політоп |
| Символ Шлефлі      | {3,3,3,3,3,3}                   |
| 6-вимірних комірок | 8                               |
| 5-вимірних комірок | 28                              |
| 4-вимірних комірок | 56                              |
| Комірок            | 70                              |
| Граней             | 56                              |
| Ребер              | 28                              |
| Вершин             | 8                               |
| Вершинна фігура    | 6-симплекс                      |
| Двоїстий поліитоп  | Він же (самодвоїстий)           |

7-симплекс — правильний самодвоїстий семивимірний політоп. Має 8 вершин, 28 ребер, 56 трикутних граней, 70 тетраедричних комірок, 56 п'ятикомірникових 4-комірок, 28 5-комірок, що мають форму 5-симплекса та 8 6-комірок, що мають форму 6-симплекса. Його двогранний кут дорівнює arccos(1/7), тобто приблизно 81.78 градусів.

## Інші назви
Також називається октаексон (октаекзон) або окта-7-топ, як 7-вимірний політоп, що має 8 гіперграней.

## Координати
7-сипмлекс можна розмістити у декартовій системі координат таким чином (довжина ребра тіла дорівнює 2 і центр припадає на початок координат):
{\displaystyle \left({\sqrt {1/28}},\ {\sqrt {1/21}},\ {\sqrt {1/15}},\ {\sqrt {1/10}},\ {\sqrt {1/6}},\ {\sqrt {1/3}},\ \pm 1\right)}
{\displaystyle \left({\sqrt {1/28}},\ {\sqrt {1/21}},\ {\sqrt {1/15}},\ {\sqrt {1/10}},\ {\sqrt {1/6}},\ -2{\sqrt {1/3}},\ 0\right)}
{\displaystyle \left({\sqrt {1/28}},\ {\sqrt {1/21}},\ {\sqrt {1/15}},\ {\sqrt {1/10}},\ -{\sqrt {3/2}},\ 0,\ 0\right)}
{\displaystyle \left({\sqrt {1/28}},\ {\sqrt {1/21}},\ {\sqrt {1/15}},\ -2{\sqrt {2/5}},\ 0,\ 0,\ 0\right)}
{\displaystyle \left({\sqrt {1/28}},\ {\sqrt {1/21}},\ -{\sqrt {5/3}},\ 0,\ 0,\ 0,\ 0\right)}
{\displaystyle \left({\sqrt {1/28}},\ -{\sqrt {12/7}},\ 0,\ 0,\ 0,\ 0,\ 0\right)}
{\displaystyle \left(-{\sqrt {7/4}},\ 0,\ 0,\ 0,\ 0,\ 0,\ 0\right)}